# نهائي كأس ملك إسبانيا 1977
```
نهائي كأس إسبانيا 1977
  هو النهائي الخامس والسبعين . لعبت المباراة النهائية في 
ملعب فيسنتي كالديرون
 في 
مدريد
 ، في 25 جوان 1977 ، وفاز بها 
ريال بيتيس
 بعد تغلبه على 
أتلتيك بيلباو
  بعد ركلات الترجيح.
```